# محوطه قلعه خاکی ۳
محوطه قلعه خاکی ۳ مربوط به دوره سلجوقیان است و در شهرستان اردکان، بخش عقدا، دهستان نارستان، مجموعه چاه ریگ واقع شده و این اثر در تاریخ ۲۷ بهمن ۱۳۸۷ با شمارهٔ ثبت ۲۴۷۴۹ به‌عنوان یکی از آثار ملی ایران به ثبت رسیده است.